# Kassita
Kassita (en árabe: كاسيطا‎, en rifeño: ⴽⴰⵙⵉⵜⴰ) es una localidad situada en el Rif al noreste Marruecos. Pertenece a la comuna rural de Tsaft de la provincia de Driuch, en la región Oriental. Es conocida por sus llanuras y sus tierras fértiles. Se encuentra a 35 km  de Driuch, la capital de la provincia.